# Arnoldo I di Altena
Arnoldo I di Altena, in tedesco: Arnold von Altena (1166 – 1205), fu conte di Altena dal 1180 fino alla sua morte.

## Origine
Secondo la Chronica Comitum de Marka, Arnoldo (erroneamente citato come Evherardus) era il figlio primogenito del primo conte della contea di Altena, Eberardo I e della moglie, Adelaide di Amsberg, come viene confermato dalle Europäische Stammtafeln VI, 3 (non consultate), che ancora secondo le Europäische Stammtafeln VIII, 37 (non consultate), era figlia del conte Goffredo di Amsberg e della moglie Ida di Amsberg.

Engelberto di Berg era il figlio secondogenito del secondo conte documentato della contea di Berg, Adolfo II, come ci viene confermato dal documento nº 401 del Chronica Comitum de Marka, e della sua seconda moglie, una nipote dell'arcivescovo di Colonia Federico I di Schwarzenburg, come conferma la Chronica Albrici Monachi Trium Fontium, e, che secondo le Europäische Stammtafeln XVIII, 2 e XVI 80a (non consultate), si chiamava Irmgarda ed era figlia di Engelberto di Schwarzenburg.

## Biografia
Arnoldo lo troviamo citato, come testimone assieme al padre, Eberardo conte di Altena, per la prima volta nel 1166, (Comes Euerhardus de Altena et filius eius Arnoldus) dell'arcivescovo di Colonia, Rainaldo di Dassel, come da documento nº 57 del Urkundenbuch zur Landes- und Rechtsgeschichte des Herzogthums Westfalen (Arnsberg), Band I.

Il documento n° L del Zweiter Band, welcher Urkunden v. J. 800 - 1280, band II, datato 1170, ci conferma che suo padre, Eberardo ebbe buoni rapporti anche col successore di Rainaldo, Philipp von Heinsberg, di cui, assieme al fratello, Engelberto, e ad Arnoldo fu testimone (Euerhardus comes Engelbertus frater eius, Arnoldus comes).
Suo padre, Eberardo morì nel gennaio 1180, come ci viene ricordato dal Das Kloster Altenberg im Dhünthale: Von Montanus [Pseudonym für Vincenz von Zuccalmaglio]. Mit einer Ansicht von Altenberg von A. Weber (Everhardus de Alzena comes et hujus loci benefactor obiit decimo cal. Febr. MCLXXX).

A Eberardo succedettero il figlio primogenito, Arnoldo, assieme al fratello, Federico, come ci viene confermato dalla Chronica Comitum de Marka: ad Arnoldo toccò la zona nord con le città di Hattingen ed Essen e il castello di Isenberg sul Ruhr, mentre a Federico ottenne la proprietà meridionale con il castello di Altena, come ci conferma anche Allgemeine Deutsche Biographie.
Arnoldo, come il padre, Eberardo ebbe un ottimo rapporto con gli arcivescovi di Colonia, come si può dedurre alcuni documenti del Urkundenbuch für die Geschichte des Niederrheins, Volume 1:
- il nº 481, datato 1182, in cui assieme al fratello, Federico (Arnoldus et Fredericus comites de Alcena), fu testimone dell'arcivescovo Philipp von Heinsberg[10];
- il nº 536, datato 1192, in cui assieme al fratello, Federico (comes Arnoldus de Altena et comes Fredericus frater eius), fu testimone dell'arcivescovo Bruno di Berg, suo zio, fratello di suo padre[11];
- il nº 559, datato 1197, in cui assieme al fratello, Federico (fratres nostri comites Arnoldus et Fridericus de Althena), fu testimone dell'arcivescovo Adolfo, suo fratello[12].

Col documento n° DLXXXIII del Regesta historiæ Westfaliæ, band II, datato 1199, Arnoldo (fratris mei comitis Arnoldi), dopo la morte del fratello, Federico (frater meus beate memorie comes Fridericus) consente una donazione al fratello, Adolfo (Adulphus dei gratia Sancte Coloniensis ecclesie Archyepiscopus).
Dopo la morte del fratello, Federico, la contea di Altena continuò ad essere divisa, in quanto a Federico succedette il figlio primogenito, Adolfo, come ci viene confermato dal documento nº 14 del Westfälisches Urkundenburch Band VII, datato 1202, inerente ad una donazione dell'arcivescovo Adolfo, in cui vengono citati come testimoni, Arnoldo col figlio primogenito, Eberardo, ed il piccolo Adolfo, conte di Mark (Arnoldus et Everhardus filius eius comites de Althena, Adolfus puer comes de Marke).
Di Arnoldo non si conosce l'anno esatto della morte, secondo la Chronica Comitum de Marka, morì nel 1205.
Sempre secondo la Chronica Comitum de Marka, ad Arnoldo (sempre erroneamente citato come Evherardus) succedette il figlio, Federico, passato alla storia come Federico di Isenberg.

## Matrimonio e discendenza
Arnoldo aveva sposato Matilde di Styrum, citata (uxoris sue illustris matrone Methildis) assieme al marito (frater noster germanus Arnoldus comes in Althena) da Adolfo, arcivescovo di Colonia, nel documento nº 643 del Niederrheins Urkundenbuch, Band IV.

Arnoldo da Matilde ebbe dieci figli: 
- Eberardo, citato in due documenti[14][15];
- Federico ( †  14 Novembre 1226), conte di Altena, come conferma la Chronica Comitum de Marka[18];
- Teodorico ( †  18 luglio 1226), vescovo di Münster, come viene confermato dalle Europäische Stammtafeln VIII, 3 (non consultate)[17];
- Engelberto ( †  1250), vescovo di Osnabrück, come viene confermato dal documento n° CLX della Histoire du Limbourg: Codex diplomaticus Valkenburgensis (Engelbertus…Osnabrugensis episcopus)[19];
- Filippo ( †  1265 circa), prevosto, come viene confermato dal documento n° CLX della Histoire du Limbourg: Codex diplomaticus Valkenburgensis (Philippus majoris ecclesiæ in Susato prepositus)[19];
- Bruno ( †  1258), vescovo di Osnabrück, come viene confermato dal documento n° CLX della Histoire du Limbourg: Codex diplomaticus Valkenburgensis (Bruno prepositus Osnabrugensis)[19];
- Goffredo ( †  1246), prevosto, come viene confermato dal documento n° CLX della Histoire du Limbourg: Codex diplomaticus Valkenburgensis (Godefridus prepositus Sancti Martini Monasteriensis)[19];
- Adolfo ( †  1260 circa), signore di Holte, come viene confermato dal documento n° CLX della Histoire du Limbourg: Codex diplomaticus Valkenburgensis (Adolphus de Holte)[19], per il matrimonio con Elisabettadi Holte;
- Agnese che sposò Cristiano II, conte di Oldenburg;
- Guglielmo ( †  dopo il 1243), citato nel documento n° CLX della Histoire du Limbourg: Codex diplomaticus Valkenburgensis (Wilhelmus dictus de Isenberg)[19].

## Ascendenza
|                     |                     |                           | Genitori                    |  |  | Nonni             |  |  | Bisnonni         |  |
|                     |                     |                           |                             |  |  | Adolfo II di Berg |  |  | Adolfo I di Berg |  |
|                     |                     |                           |                             |  |  | Adolfo II di Berg |  |  | Adolfo I di Berg |  |
|                     |                     | Adelaide di Lauffen       |                             |  |  | Adolfo II di Berg |  |  |                  |  |
| Eberardo I di Berg  |                     |                           |                             |  |  | Adolfo II di Berg |  |  |                  |  |
|                     |                     | Irmgarda di Schwarzenburg | Engelberto di Schwarzenburg |  |  |                   |  |  |                  |  |
|                     |                     | Irmgarda di Schwarzenburg | Engelberto di Schwarzenburg |  |  |                   |  |  |                  |  |
|                     |                     | Irmgarda di Schwarzenburg | …                           |  |  |                   |  |  |                  |  |
| Arnoldo I di Altena |                     | Irmgarda di Schwarzenburg |                             |  |  |                   |  |  |                  |  |
|                     | Goffredo di Amsberg | …                         |                             |  |  |                   |  |  |                  |  |
|                     | Goffredo di Amsberg | …                         |                             |  |  |                   |  |  |                  |  |
|                     | Goffredo di Amsberg | …                         |                             |  |  |                   |  |  |                  |  |
| Adelaide di Amsberg | Goffredo di Amsberg |                           |                             |  |  |                   |  |  |                  |  |
|                     |                     | Ida di Amsberg            | …                           |  |  |                   |  |  |                  |  |
|                     |                     | Ida di Amsberg            | …                           |  |  |                   |  |  |                  |  |
|                     |                     | Ida di Amsberg            | …                           |  |  |                   |  |  |                  |  |
|                     |                     | Ida di Amsberg            |                             |  |  |                   |  |  |                  |  |

### Fonti primarie
- (LA)  Urkundenbuch zur Landes- und Rechtsgeschichte des Herzogthums Westfalen, Volume 1.
- (LA)  Urkundenbuch für die Geschichte des Niederrheins, Volume 4.
- (LA)  Monumenta Germaniae Historica, tomus XXIII.
- (LA)  Monumenta Germaniae Historica, Scriptores rerum Germanicarum, Nova series, tomus VI.
- (LA)  Zweiter Band, welcher Urkunden v. J. 800 - 1280, band II.
- (LA)  Regesta Historiae Westfaliae, band II.
- (LA)  Westfälisches Urkundenburch Band VII.
- (LA)  Das Kloster Altenberg im Dhünthale: Von Montanus [Pseudonym für Vincenz von Zuccalmaglio]. Mit einer Ansicht von Altenberg von A. Weber.

### Letteratura storiografica
- (DE)  Eberhard I. (Graf von Altena und Mark), da Allgemeine Deutsche Biographie
- (LA)  Histoire du Limbourg, vol VI: Codex diplomaticus Valkenburgensis.
- (LA)  (DE)  Levold's von Northof Chronik der Grafen von der Mark und der Erzbischöfe.